# No More Heroes (album)
No More Heroes è il secondo album dei The Stranglers, pubblicato nel 1977.

## Tracce
1. I Feel Like A Wog – 3:18
2. Bitching – 4:26
3. Dead Ringer – 2:46
4. Dagenham Dave – 3:19
5. Bring On The Nubiles – 2:16
6. Something Better Change – 3:37
7. No More Heroes – 3:29
8. Peasant In The Big Shitty – 3:27
9. Burning Up Time – 2:25
10. English Towns – 2:12
11. School Mam – 7:10

## Formazione
- Hugh Cornwell - chitarra, voce (nelle tracce 1, 5, 7, 11) e cori
- Jean-Jacques Burnel - basso, voce (nelle tracce 2, 4, 6, 9, 10) e cori
- Jet Black - batteria
- Dave Greenfield - tastiere (Hammond L100 Organ, Hohner Cembalet electric piano, Minimoog synthesizer), voce (nelle tracce 3 e 8) e cori